# 戦略産業
戦略産業（せんりゃくさんぎょう、英: strategic industry）は経済成長を推進する核になる役割をする産業部門である。生産の波及効果が大きく雇用吸収力が大きい点が特徴である。
この記述には、ダウムからGFDLまたはCC BY-SA 3.0で公開される百科事典『グローバル世界大百科事典』をもとに作成した内容が含まれています。